# B2FH
B2FH (prononcer « B-2-F-H ») est l'acronyme d'un article d'astrophysique « célèbre », publié en 1957 : Synthesis of Elements in Stars. Il explique pour la première fois comment les étoiles peuvent synthétiser les éléments chimiques plus lourds que l'hydrogène, jusqu'au fer. Cet article de plus de 100 pages pose les bases théoriques de la nucléosynthèse stellaire, en détaillant les neuf processus élémentaires identifiés par les auteurs permettant de synthétiser ces éléments au cœur des étoiles. L'acronyme est composé à partir des initiales des auteurs : Margaret Burbidge, Geoffrey Burbidge, Fred Hoyle et William Fowler.

## Description
En 1939, des scientifiques allemands et américains démontrent que les étoiles tirent leur chaleur de la fusion nucléaire de l'hydrogène, processus qui crée de l'hélium. Les éléments chimiques suivants du tableau périodique des éléments seraient apparus au moment du Big Bang, mais les observations astronomiques réfutaient cette hypothèse, parce que les éléments sont inégalement répartis dans les galaxies.
B²FH commence par affirmer que l'Univers est, dans un premier temps, « une bouillie primitive d'hydrogène », avec un peu d'hélium et de lithium. La gravitation oblige les atomes d'hydrogène à se rapprocher suffisamment pour former des corps célestes. À cause de la proximité des atomes et de la masse en jeu, des processus de fusion nucléaire démarrent, créant ce que l'on appelle des « étoiles », au cœur desquelles se forme de l'hélium. Lorsque l'hydrogène vient à manquer, au terme de ces processus exothermiques qui peuvent durer des milliards d'années, les étoiles « tentent » de maintenir leur température en « brûlant » de l'hélium. Ces processus créent des éléments chimiques plus lourds : lithium, béryllium, bore  et « surtout » du carbone. À la surface de l'étoile, la température n'est pas suffisamment élevée pour amorcer ces fusions nucléaires, l'hydrogène y est donc abondant.
Puisque la fusion nucléaire de l'hélium libère moins d'énergie, les étoiles ne peuvent maintenir leur température intérieure plus longtemps que quelques centaines de millions d'années. Les étoiles les plus légères se transforment en naines blanches, « des masses de carbone en fusion ». Celles qui pèsent environ huit fois plus lourd que le Soleil transforment le carbone en éléments chimiques plus lourds, jusqu'au magnésium, des réactions de fusion nucléaire qui ne durent que quelques centaines d'années. Quant aux étoiles plus massives et donc plus chaudes, « dont l'intérieur atteint plusieurs milliards de degrés », elles « brûlent » ces éléments en quelques millions d'années. Toutefois, elles sont incapables de produire des éléments plus lourds que le fer, à cause de l'énergie nécessaire pour démarrer une fusion nucléaire de cet élément chimique.
Dans les étoiles encore plus massives, d'au moins douze masses solaires, les éléments plus légers que le fer, hydrogène excepté, fusionnent alors en l'espace d'un jour. Le cœur de l'étoile n'est plus que de fer. Ne pouvant plus soutenir la combustion nucléaire des autres atomes, le volume de l'étoile diminue brusquement faute de chaleur suffisante (comme un gaz qui est brusquement privé de beaucoup de chaleur), voyant son rayon décroître de dizaines de milliers de kilomètres en quelques secondes. À cause de la masse en jeu, la gravitation comprime les atomes au point où les forces électrostatiques de répulsion ne peuvent interdire la fusion des électrons et des protons. L'étoile devient donc majoritairement composée de neutrons. À cause de la quantité d'énergie en jeu, l'étoile explose : elle devient une supernova et « brille plus que des milliards d'étoiles ». L'énergie cinétique des particules est si grande et le nombre de collisions si élevé que de nouveaux éléments chimiques sont formés à partir de la fusion du fer.